# شاخص نوک زدن ماهی

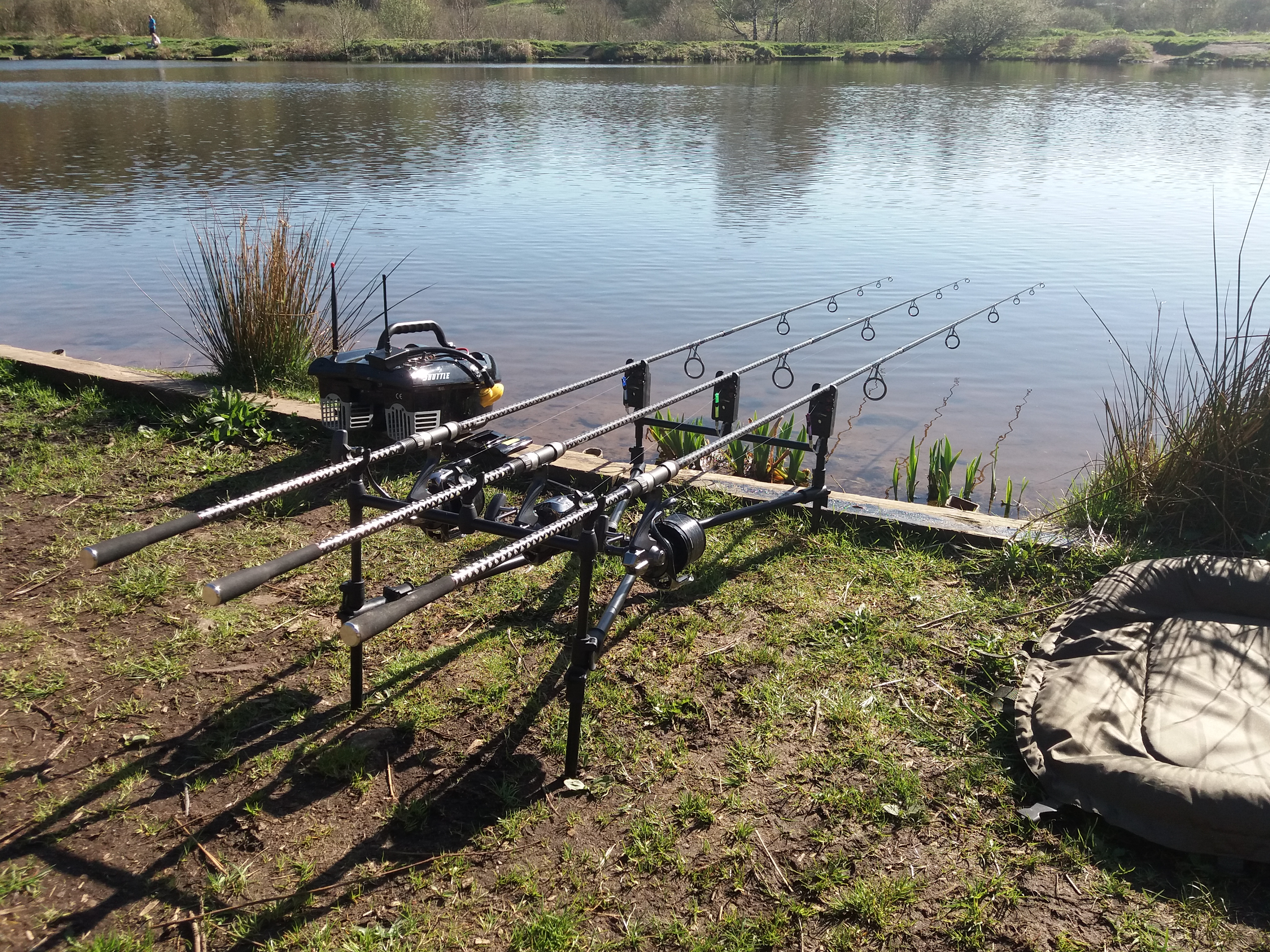
هشدار الکترونیکی نوک زدن که توسط ماهیگیران کپور استفاده می‌شود

شاخص نوک زدن ماهی (به قلاب) (به انگلیسی: Bite indicator) وسیله‌ای مکانیکی یا الکترونیکی است که به ماهیگیر نشان می‌دهد که در انتهای قلاب نخ ماهیگیری اتفاقی در حال رخ دادن است.